# Coupe des clubs champions européens 1955-1956
Navigation
Édition suivante
La Coupe des clubs champions européens 1955-1956, première édition de la Coupe d'Europe des clubs champions, a vu la victoire du Real Madrid sur le Stade de Reims.
Seize équipes invitées prennent part à la compétition.
La Sarre, représentée dans cette édition par le FC Sarrebruck, ne faisait pas encore partie de la RFA et disposait à l'époque d'une association indépendante de la fédération allemande.
La compétition s'est terminée le 13 juin 1956 par la finale au Parc des Princes à Paris.

## Organisation

### Équipes invitées
Les clubs participants sont invités. Le club anglais du Chelsea FC, initialement invité, ne participe pas, la Fédération anglaise de football l'incitant à renoncer pour ne pas concurrencer le championnat d'Angleterre de football. Il est remplacé par le Gwardia Varsovie. Holland Sport, initialement invité pour représenter les Pays-Bas, renonce et cède sa place au PSV Eindhoven.
| Club                     | Classement en championnat national       |
| ------------------------ | ---------------------------------------- |
| Servette FC 1890         | 6ème de Ligue nationale A 1954-1955      |
| Real Madrid CF           | Champion de Primera División 1954-1955   |
| Sporting Club Portugal   | 3ème de Primeira Divisao 1954-1955       |
| FK Partizan              | 5ème de Prva Liga 1954-1955              |
| SC Rapid                 | 3ème de Staatsliga A 1954-1955           |
| PSV                      | 3ème de Eerste klasse 1954-1955 (en)     |
| AC Milan                 | Champion de Serie A 1954-1955            |
| 1. FC Sarrebruck         | 3ème d'Oberliga Südwest 1954-1955        |
| Århus GF 1880            | Champion de 1.division 1954-1955         |
| Stade de Reims           | Champion de Division Nationale 1954-1955 |
| Budapest Vörös Lobogó SE | 2ème de Nemzeti Bajnokság I 1954         |
| RSC anderlechtois        | Champion de Division 1 1954-1955         |
| Djurgårdens IF FF        | Champion d'Allsvenskan 1954-1955         |
| WKS Gwardia Varsovie     | 4ème de I liga 1954                      |
| Rot-Weiss Essen          | Champion de Meisterschaft 1954-1955      |
| Hibernian FC             | 5ème de Scottish Division One 1954-1955  |

### Formule de la compétition
Il s'agit d'une compétition à élimination directe par matchs aller-retour. Le tirage des huitièmes de finale a été arrangé afin d'éviter une opposition précoce entre les équipes les plus prestigieuses.

## Compétition

### Tableau final
|  | Huitièmes de finale                        | Huitièmes de finale                       | Huitièmes de finale            |                   |   | Quarts de finale                    | Quarts de finale                    | Quarts de finale                    |  |  | Demi-finales             | Demi-finales             | Demi-finales             |  |  | Finale                                                   | Finale                                                   |
|  |                                            |                                           |                                |                   |   |                                     |                                     |                                     |  |  |                          |                          |                          |  |  |                                                          |                                                          |
|  | 8 septembre et 12 octobre 1955             | 8 septembre et 12 octobre 1955            | 8 septembre et 12 octobre 1955 |                   |   | 25 décembre 1955 et 29 janvier 1956 | 25 décembre 1955 et 29 janvier 1956 | 25 décembre 1955 et 29 janvier 1956 |  |  | 19 avril et 1er mai 1956 | 19 avril et 1er mai 1956 | 19 avril et 1er mai 1956 |  |  | 13 juin 1956, Stade vélodrome du Parc des Princes, Paris | 13 juin 1956, Stade vélodrome du Parc des Princes, Paris |
|  | 8 septembre et 12 octobre 1955             | 8 septembre et 12 octobre 1955            | 8 septembre et 12 octobre 1955 |                   |   | 25 décembre 1955 et 29 janvier 1956 | 25 décembre 1955 et 29 janvier 1956 | 25 décembre 1955 et 29 janvier 1956 |  |  | 19 avril et 1er mai 1956 | 19 avril et 1er mai 1956 | 19 avril et 1er mai 1956 |  |  | 13 juin 1956, Stade vélodrome du Parc des Princes, Paris | 13 juin 1956, Stade vélodrome du Parc des Princes, Paris |
|  | Servette FC 1890                           | 0                                         | 0                              |                   |   | 25 décembre 1955 et 29 janvier 1956 | 25 décembre 1955 et 29 janvier 1956 | 25 décembre 1955 et 29 janvier 1956 |  |  | 19 avril et 1er mai 1956 | 19 avril et 1er mai 1956 | 19 avril et 1er mai 1956 |  |  | 13 juin 1956, Stade vélodrome du Parc des Princes, Paris | 13 juin 1956, Stade vélodrome du Parc des Princes, Paris |
|  | Servette FC 1890                           | 0                                         | 0                              |                   |   | 25 décembre 1955 et 29 janvier 1956 | 25 décembre 1955 et 29 janvier 1956 | 25 décembre 1955 et 29 janvier 1956 |  |  | 19 avril et 1er mai 1956 | 19 avril et 1er mai 1956 | 19 avril et 1er mai 1956 |  |  | 13 juin 1956, Stade vélodrome du Parc des Princes, Paris | 13 juin 1956, Stade vélodrome du Parc des Princes, Paris |
|  | Real Madrid CF                             | 2                                         | 5                              |                   |   | 25 décembre 1955 et 29 janvier 1956 | 25 décembre 1955 et 29 janvier 1956 | 25 décembre 1955 et 29 janvier 1956 |  |  | 19 avril et 1er mai 1956 | 19 avril et 1er mai 1956 | 19 avril et 1er mai 1956 |  |  | 13 juin 1956, Stade vélodrome du Parc des Princes, Paris | 13 juin 1956, Stade vélodrome du Parc des Princes, Paris |
|  | Real Madrid CF                             | 2                                         | 5                              | Real Madrid CF    | 4 | 0                                   |                                     |                                     |  |  | 19 avril et 1er mai 1956 | 19 avril et 1er mai 1956 | 19 avril et 1er mai 1956 |  |  | 13 juin 1956, Stade vélodrome du Parc des Princes, Paris | 13 juin 1956, Stade vélodrome du Parc des Princes, Paris |
|  | 4 septembre et 12 octobre 1955             |                                           |                                | Real Madrid CF    | 4 | 0                                   |                                     |                                     |  |  | 19 avril et 1er mai 1956 | 19 avril et 1er mai 1956 | 19 avril et 1er mai 1956 |  |  | 13 juin 1956, Stade vélodrome du Parc des Princes, Paris | 13 juin 1956, Stade vélodrome du Parc des Princes, Paris |
|  |                                            | FK Partizan                               | 0                              | 3                 |   |                                     |                                     |                                     |  |  | 19 avril et 1er mai 1956 | 19 avril et 1er mai 1956 | 19 avril et 1er mai 1956 |  |  | 13 juin 1956, Stade vélodrome du Parc des Princes, Paris | 13 juin 1956, Stade vélodrome du Parc des Princes, Paris |
|  | Sporting Club Portugal                     | FK Partizan                               | 0                              | 3                 | 3 | 2                                   |                                     |                                     |  |  | 19 avril et 1er mai 1956 | 19 avril et 1er mai 1956 | 19 avril et 1er mai 1956 |  |  | 13 juin 1956, Stade vélodrome du Parc des Princes, Paris | 13 juin 1956, Stade vélodrome du Parc des Princes, Paris |
|  | Sporting Club Portugal                     | 18 janvier et 12 février 1956             |                                |                   | 3 | 2                                   |                                     |                                     |  |  | 19 avril et 1er mai 1956 | 19 avril et 1er mai 1956 | 19 avril et 1er mai 1956 |  |  | 13 juin 1956, Stade vélodrome du Parc des Princes, Paris | 13 juin 1956, Stade vélodrome du Parc des Princes, Paris |
|  | FK Partizan                                | 3                                         | 5                              |                   |   |                                     |                                     |                                     |  |  | 19 avril et 1er mai 1956 | 19 avril et 1er mai 1956 | 19 avril et 1er mai 1956 |  |  | 13 juin 1956, Stade vélodrome du Parc des Princes, Paris | 13 juin 1956, Stade vélodrome du Parc des Princes, Paris |
|  | FK Partizan                                | 3                                         | 5                              | Real Madrid CF    | 4 | 1                                   |                                     |                                     |  |  |                          |                          |                          |  |  | 13 juin 1956, Stade vélodrome du Parc des Princes, Paris | 13 juin 1956, Stade vélodrome du Parc des Princes, Paris |
|  | 21 septembre et 1er novembre 1955          |                                           |                                | Real Madrid CF    | 4 | 1                                   |                                     |                                     |  |  |                          |                          |                          |  |  | 13 juin 1956, Stade vélodrome du Parc des Princes, Paris | 13 juin 1956, Stade vélodrome du Parc des Princes, Paris |
|  |                                            | AC Milan                                  | 2                              | 2                 |   |                                     |                                     |                                     |  |  |                          |                          |                          |  |  | 13 juin 1956, Stade vélodrome du Parc des Princes, Paris | 13 juin 1956, Stade vélodrome du Parc des Princes, Paris |
|  | SC Rapid                                   | AC Milan                                  | 2                              | 2                 | 6 | 0                                   |                                     |                                     |  |  |                          |                          |                          |  |  | 13 juin 1956, Stade vélodrome du Parc des Princes, Paris | 13 juin 1956, Stade vélodrome du Parc des Princes, Paris |
|  | SC Rapid                                   | 4 et 18 avril 1956 **                     |                                |                   | 6 | 0                                   |                                     |                                     |  |  |                          |                          |                          |  |  | 13 juin 1956, Stade vélodrome du Parc des Princes, Paris | 13 juin 1956, Stade vélodrome du Parc des Princes, Paris |
|  | PSV                                        | 1                                         | 1                              |                   |   |                                     |                                     |                                     |  |  |                          |                          |                          |  |  | 13 juin 1956, Stade vélodrome du Parc des Princes, Paris | 13 juin 1956, Stade vélodrome du Parc des Princes, Paris |
|  | PSV                                        | 1                                         | 1                              | SC Rapid          | 1 | 2                                   |                                     |                                     |  |  |                          |                          |                          |  |  | 13 juin 1956, Stade vélodrome du Parc des Princes, Paris | 13 juin 1956, Stade vélodrome du Parc des Princes, Paris |
|  | 1 et 23 novembre 1955                      |                                           |                                | SC Rapid          | 1 | 2                                   |                                     |                                     |  |  |                          |                          |                          |  |  | 13 juin 1956, Stade vélodrome du Parc des Princes, Paris | 13 juin 1956, Stade vélodrome du Parc des Princes, Paris |
|  |                                            | AC Milan                                  | 1                              | 7                 |   |                                     |                                     |                                     |  |  |                          |                          |                          |  |  | 13 juin 1956, Stade vélodrome du Parc des Princes, Paris | 13 juin 1956, Stade vélodrome du Parc des Princes, Paris |
|  | AC Milan                                   | AC Milan                                  | 1                              | 7                 | 3 | 4                                   |                                     |                                     |  |  |                          |                          |                          |  |  | 13 juin 1956, Stade vélodrome du Parc des Princes, Paris | 13 juin 1956, Stade vélodrome du Parc des Princes, Paris |
|  | AC Milan                                   | 14 décembre (à Paris) et 28 décembre 1955 |                                |                   | 3 | 4                                   |                                     |                                     |  |  |                          |                          |                          |  |  | 13 juin 1956, Stade vélodrome du Parc des Princes, Paris | 13 juin 1956, Stade vélodrome du Parc des Princes, Paris |
|  | 1. FC Sarrebruck                           | 4                                         | 1                              |                   |   |                                     |                                     |                                     |  |  |                          |                          |                          |  |  | 13 juin 1956, Stade vélodrome du Parc des Princes, Paris | 13 juin 1956, Stade vélodrome du Parc des Princes, Paris |
|  | 1. FC Sarrebruck                           | 4                                         | 1                              | Real Madrid CF    | 4 |                                     |                                     |                                     |  |  |                          |                          |                          |  |  |                                                          |                                                          |
|  | 21 sept. (à Copenhague) et 26 octobre 1955 |                                           |                                | Real Madrid CF    | 4 |                                     |                                     |                                     |  |  |                          |                          |                          |  |  |                                                          |                                                          |
|  |                                            | Stade de Reims                            | 3                              |                   |   |                                     |                                     |                                     |  |  |                          |                          |                          |  |  |                                                          |                                                          |
|  | Århus GF 1880                              | Stade de Reims                            | 3                              | 0                 | 2 |                                     |                                     |                                     |  |  |                          |                          |                          |  |  |                                                          |                                                          |
|  | Århus GF 1880                              |                                           |                                | 0                 | 2 |                                     |                                     |                                     |  |  |                          |                          |                          |  |  |                                                          |                                                          |
|  | Stade de Reims                             | 2                                         | 2                              |                   |   |                                     |                                     |                                     |  |  |                          |                          |                          |  |  |                                                          |                                                          |
|  | Stade de Reims                             | 2                                         | 2                              | Stade de Reims    | 4 | 4                                   |                                     |                                     |  |  |                          |                          |                          |  |  |                                                          |                                                          |
|  | 7 septembre et 19 octobre 1955             |                                           |                                | Stade de Reims    | 4 | 4                                   |                                     |                                     |  |  |                          |                          |                          |  |  |                                                          |                                                          |
|  |                                            | Budapest Vörös Lobogó SE                  | 2                              | 4                 |   |                                     |                                     |                                     |  |  |                          |                          |                          |  |  |                                                          |                                                          |
|  | Budapest Vörös Lobogó SE                   | Budapest Vörös Lobogó SE                  | 2                              | 4                 | 6 | 4                                   |                                     |                                     |  |  |                          |                          |                          |  |  |                                                          |                                                          |
|  | Budapest Vörös Lobogó SE                   | 23 nov. (à Glasgow) et 28 novembre 1955   |                                |                   | 6 | 4                                   |                                     |                                     |  |  |                          |                          |                          |  |  |                                                          |                                                          |
|  | RSC anderlechtois                          | 3                                         | 1                              |                   |   |                                     |                                     |                                     |  |  |                          |                          |                          |  |  |                                                          |                                                          |
|  | RSC anderlechtois                          | 3                                         | 1                              | Stade de Reims    | 2 | 1                                   |                                     |                                     |  |  |                          |                          |                          |  |  |                                                          |                                                          |
|  | 20 septembre et 12 octobre 1955            |                                           |                                | Stade de Reims    | 2 | 1                                   |                                     |                                     |  |  |                          |                          |                          |  |  |                                                          |                                                          |
|  |                                            | Hibernian FC                              | 0                              | 0                 |   |                                     |                                     |                                     |  |  |                          |                          |                          |  |  |                                                          |                                                          |
|  | Djurgårdens IF FF                          | Hibernian FC                              | 0                              | 0                 | 0 | 4                                   |                                     |                                     |  |  |                          |                          |                          |  |  |                                                          |                                                          |
|  | Djurgårdens IF FF                          |                                           |                                |                   | 0 | 4                                   |                                     |                                     |  |  |                          |                          |                          |  |  |                                                          |                                                          |
|  | KWS Gwardia Varsovie                       | 0                                         | 1                              |                   |   |                                     |                                     |                                     |  |  |                          |                          |                          |  |  |                                                          |                                                          |
|  | KWS Gwardia Varsovie                       | 0                                         | 1                              | Djurgårdens IF FF | 1 | 0                                   |                                     |                                     |  |  |                          |                          |                          |  |  |                                                          |                                                          |
|  | 14 septembre et 12 octobre 1955            |                                           |                                | Djurgårdens IF FF | 1 | 0                                   |                                     |                                     |  |  |                          |                          |                          |  |  |                                                          |                                                          |
|  |                                            | Hibernian FC                              | 3                              | 1                 |   |                                     |                                     |                                     |  |  |                          |                          |                          |  |  |                                                          |                                                          |
|  | Rot-Weiss Essen                            | Hibernian FC                              | 3                              | 1                 | 0 | 1                                   |                                     |                                     |  |  |                          |                          |                          |  |  |                                                          |                                                          |
|  | Rot-Weiss Essen                            |                                           |                                |                   | 0 | 1                                   |                                     |                                     |  |  |                          |                          |                          |  |  |                                                          |                                                          |
|  | Hibernian FC                               | 4                                         | 1                              |                   |   |                                     |                                     |                                     |  |  |                          |                          |                          |  |  |                                                          |                                                          |
|  | Hibernian FC                               | 4                                         | 1                              |                   |   |                                     |                                     |                                     |  |  |                          |                          |                          |  |  |                                                          |                                                          |

### Huitièmes de finale
Les huitièmes de finale se disputent entre le 4 septembre 1955, date du match Sporting Clube de Portugal - Partizan Belgrade, et le 23 novembre 1955, date du match FC Sarrebruck - Milan AC.
Le premier but de l'histoire de la compétition est inscrit par le Portugais João Baptista Martins, à la 14e minute du match Sporting Portugal - Partizan Belgrade. Ce même joueur signe un doublé (14e et 78e) à l'occasion de ce match inaugural, mais c'est le Yougoslave Miloš Milutinović qui réalise le premier doublé dans cette épreuve en marquant à la 45e puis à la 50e. Milutinović marque quatre buts lors du match retour le 12 octobre. Le premier triplé de l'histoire de la compétition est réussi le 7 septembre 1955 à l'occasion du match Budapest Voros Lobogo SE - RSC Anderlecht par le Hongrois Péter Palotás.
110 000 spectateurs assistent au match Real Madrid - Servette FC le 12 octobre. À l'inverse, seulement 3 574 personnes sont présentes pour la rencontre Djurgårdens IF - Gwardia Varsovie le 20 septembre. 5 845 spectateurs assistent au match retour à Reims entre le Stade de Reims et AGF Århus le 26 octobre. Cette faible affluence incite les dirigeants du club champenois à délocaliser les matchs du club en Coupe d'Europe à Paris, au Parc des Princes, à partir des quarts de finale.
| Équipe 1                 | Résultat | Équipe 2             | Aller | Retour |
| ------------------------ | -------- | -------------------- | ----- | ------ |
| SC Rapid                 | 6 - 2    | PSV                  | 6 - 1 | 0 - 1  |
| Sporting Club Portugal   | 5 - 8    | FK Partizan          | 3 - 3 | 2 - 5  |
| Servette FC 1890         | 0 - 7    | Real Madrid CF       | 0 - 2 | 0 - 5  |
| AC Milan                 | 7 - 5    | 1. FC Sarrebruck     | 3 - 4 | 4 - 1  |
| Århus GF 1880            | 2 - 4    | Stade de Reims       | 0 - 2 | 2 - 2  |
| Rot-Weiss Essen          | 1 - 5    | Hibernian FC         | 0 - 4 | 1 - 1  |
| Djurgårdens IF FF        | 4 - 1    | KWS Gwardia Varsovie | 0 - 0 | 4 - 1  |
| Budapest Vörös Lobogó SE | 10 - 4   | RSC anderlechtois    | 6 - 3 | 4 - 1  |

### Quarts de finale
Les quarts de finale se disputent entre le 23 novembre 1955, date du match Djurgårdens IF - Hibernian FC, et le 29 janvier 1956, date du match Partizan Belgrade - Real Madrid CF.
En raison des rigueurs de l'hiver suédois, le match Djurgårdens IF - Hibernian FC se joue à Glasgow, au Firhill Stadium. Comme signalé plus haut, le match Stade de Reims - Budapest Vörös Lobogó SE du 14 décembre se joue au Parc des Princes à Paris, devant 35 000 spectateurs enthousiastes... et une confortable recette pour le trésorier du club champenois.
120 000 spectateurs assistent au match Real Madrid CF - Partizan Belgrade du 25 décembre.
| Équipe 1          | Résultat | Équipe 2                 | Aller | Retour |
| ----------------- | -------- | ------------------------ | ----- | ------ |
| Real Madrid CF    | 4 - 3    | FK Partizan              | 4 - 0 | 0 - 3  |
| SC Rapid          | 3 - 8    | AC Milan                 | 1 - 1 | 2 - 7  |
| Djurgårdens IF FF | 1 - 4    | Hibernian FC             | 1 - 3 | 0 - 1  |
| Stade de Reims    | 8 - 6    | Budapest Vörös Lobogó SE | 4 - 2 | 4 - 4  |

### Demi-finales
Les demi-finales se disputent entre le 4 avril 1956, date du match Stade de Reims - Hibernian FC au Parc des Princes de Paris devant 35 486 spectateurs, et le 1er mai 1956, date du match Milan AC - Real Madrid. Le Stade de Reims est d'ailleurs qualifié pour la finale dès le 18 avril après le match retour disputé à Édimbourg, tandis que le match aller entre le Real Madrid et le Milan AC a lieu seulement le 19 avril. 120 000 spectateurs assistent au match Real Madrid - Milan AC contre seulement 30 000 pour le match retour à San Siro.
| Équipe 1       | Résultat | Équipe 2     | Aller | Retour |
| -------------- | -------- | ------------ | ----- | ------ |
| Real Madrid CF | 5 - 4    | AC Milan     | 4 - 2 | 1 - 2  |
| Stade de Reims | 3 - 0    | Hibernian FC | 2 - 0 | 1 - 0  |

### Finale
| Entraîneur :    |
| José Villalonga |

| Entraîneur :   |
| Albert Batteux |

| Entraîneur :    |
| José Villalonga |

| Entraîneur :   |
| Albert Batteux |

## Meilleurs buteurs
Le meilleur buteur de la compétition fut le Yougoslave Miloš Milutinović du Partizan Belgrade FK avec 8 buts. Il devança le Hongrois Péter Palotás du Budapest Vörös Lobogó SE et le Français Léon Glovacki du Stade de Reims qui marquèrent tous deux à 6 reprises.